# L'Orbe et la Roue
L'Orbe et la Roue est un roman de science-fiction écrit par Michel Jeury, publié en 1982 aux éditions Robert Laffont dans la collection Ailleurs et Demain.
L'auteur a reçu le prix Apollo et le prix Cosmos 2000 en 1983 pour ce roman.

## Thème du roman
Le roman évoque un conflit, dans des milliers d'années, entre les Seigneurs titulaires du pouvoir temporel (« l'Orbe ») et les Ingénieurs chargés de créer des habitats cosmiques (« la Roue »).
Quand Mark Jervann d'Angun ressuscite, onze mille ans après sa première mort, on veut qu'il change de nom. Comme il refuse, il est condamné à retourner dans « l'Univers-ombre » pendant vingt mille ans.
Quand il renaît sur la planète marine Maria 3, les planètes du système solaire ont disparu et ont été remplacées par la Sphère de Govan avec ses milliers de mondes artificiels qui entourent le soleil.

## Remarques
- À propos du terme « Orbe », le titre offre un subtil jeu de mots entre l'orbe d'une planète (c.a.d l'orbite) et l'orbe, un insigne royal du Moyen Âge.
- Le premier chapitre du roman reprend les dernières pages légèrement modifiées de la nouvelle La Guerre et mon amour parue en 1976 dans l'anthologie Mourir au futur de Philippe Hupp chez 10/18[réf. nécessaire].